# Margaretta triplex
Margaretta triplex är en mossdjursart som beskrevs av Harmer 1957. Margaretta triplex ingår i släktet Margaretta och familjen Margarettidae. Inga underarter finns listade i Catalogue of Life.